# Захсенкам
Захсенкам (њем. Sachsenkam) општина је у њемачкој савезној држави Баварска. Једно је од 21 општинског средишта округа Бад Телц-Волфратсхаузен. Према процјени из 2010. у општини је живјело 1.243 становника. Посједује регионалну шифру (AGS) 9173141.

## Географски и демографски подаци
Захсенкам се налази у савезној држави Баварска у округу Бад Телц-Волфратсхаузен. Општина се налази на надморској висини од 713 метара. Површина општине износи 15,9 km². У самом мјесту је, према процјени из 2010. године, живјело 1.243 становника. Просјечна густина становништва износи 78 становника/km².